# Гайдаенко, Иван Дмитриевич
Иван Дмитриевич Гайдаенко (2 марта 1919, Песчаный Брод, Херсонская губерния — 7 марта 2023, Королёв, Московская область) — советский военный лётчик и военачальник, генерал-полковник авиации (1972). Заслуженный военный лётчик СССР (1973). Лауреат Премии Правительства Российской Федерации за значительный вклад в развитие ВВС (2012), кандидат военных наук.

## Молодые годы
Из крестьянской семьи. Украинец. Родился в селе Песчаный Брод, рос в городе Елисаветграде. В 1934 году окончил 7 классов неполной средней школы. В 1937 году окончил 3 курса Кировоградского машиностроительного техникума и Кировоградский аэроклуб, где освоил учебный самолёт У-2.
В Красной армии с декабря 1937 года. В 1938 году окончил Одесскую военную авиационную школу лётчиков. Служил в 33-й разведывательной авиационной эскадрилье (Гатчина). Участник советско-финской войны с января по март 1940 года — младший лётчик в этой эскадрилье. Совершил 28 боевых вылетов на самолёте-разведчике Р-5. Награждён своей первой наградой — орденом Красной Звезды.
Летом 1940 года принял участие во вводе войск Красной Армии в Эстонию. Затем служил в 311-м разведывательном авиационном полку ВВС Ленинградского военного округа (аэродром Сиверская под Ленинградом) и в 137-м ближнебомбардировочном авиационном полку (аэродром Африканда). Командовал звеном бомбардировщиков СБ-2.

## Великая Отечественная война
Лейтенант И. Д. Гайдаенко — участник Великой Отечественной войны с июня 1941 года. В июне-августе 1941 года в составе 137-го бомбардировочного полка выполнил 22 боевых вылета на бомбардировку финских и немецких войск на Северном фронте. С 20 августа 1941 года служил в 145-м истребительном авиаполку (с 4 апреля 1942 года — 19-й гвардейский истребительный авиационный полк) Карельского фронта, который базировался на аэродромах Шонгуй и Африканда. Был командиром звена и заместителем командира эскадрильи. С августа 1942 года короткое время служил в 20-м гвардейском истребительном авиаполку, осенью 1942 года вернулся в свой полк, в 1942 году также короткое время воевал в 609-м истребительном авиаполку на том же фронте.
В 1942 году многократно летал ведомым у командира эскадрильи — будущего дважды Героя Советского Союза главного маршала авиации П. С. Кутахова. Участник знаменитого воздушного боя, проведённого 15 июня 1942 года шестёркой истребителей под командованием капитана Ивана Бочкова с 30-ю вражескими самолётами. В этом бою было уничтожено 9 самолётов противника без потерь со своей стороны, в том числе И. Д. Гайдаенко лично сбил 1 самолёт.
В воздушном бою 16 мая 1942 года был сбит, совершив вынужденную посадку. В конце 1942 был сбит вторично, при посадке на лес повредил позвоночник. Долго лечился в госпиталях, затем по состоянию здоровья надолго был отстранён от боевой работы. В это время занимался подготовкой молодых лётчиков в полку, а также дважды совершал перегоны «Аэрокобр» из Красноярска на фронт.
В июле 1943 года был назначен командиром эскадрильи 19-го гвардейского истребительного авиаполка, с марта 1944 года — помощник командира 19-го гвардейского истребительного авиаполка по воздушно-стрелковой службы. С ноября 1944 года — инспектор-лётчик по технике пилотирования 16-й гвардейский авиационной авиационной дивизии. Участвовал в обороне Заполярья (прикрытие Кировской железной дороги, Мурманска), в Петсамо-Киркенесской наступательной операции. В ходе последней операции одержал свою последнюю воздушную победу — 16 октября 1944 года в паре атаковал группу из 8 бомбардировщиков Ю-87 под прикрытием 8 истребителей Ме-109, с первой атаки сбил ведущий бомбардировщик. Остальные спешно выбросили бомбы где попало и повернули на обратный курс, тем самым была сорвана бомбардировка советских войск.
Всего за время войны совершил около 300 боевых вылетов на СБ, И-16, ЛаГГ-3, Р-39 «Аэрокобра», Р-40 «Киттихаук». В воздушных боях сбил лично 4 и в группе 26 самолётов противника.

## Послевоенная служба
С апреля 1945 года — командир 152-го истребительного авиационного полка в составе ВВС Беломорского военного округа (к тому времени боевые действия в Заполярье уже окончились). С 1946 года — на учёбе. В 1950 году гвардии подполковник Гайдаенко окончил командный факультет Военно-воздушной академии (Монино). С 1950 по 1956 год — командир 92-го истребительного авиационного полка и командир 279-й истребительной авиационной дивизии в Прикарпатском военном округе (Мукачево).
В 1958 году окончил Военную академию Генерального штаба ВС СССР. С 1958 года — заместитель начальника Государственного Краснознамённого Научно-исследовательского института ВВС по лётной части — старший лётчик-испытатель. Активно участвовал в испытаниях авиационной техники.
С 1962 года — первый заместитель командующего 26-й воздушной армией (Белорусский военный округ). С января 1964 года — командующий 1-й Особой Дальневосточной воздушной армии, очень сложной в плане управления — её дивизии и полки были размещены на огромной территории в суровых климатических условиях. В ноябре 1967—1969 — первый заместитель командующего 73-й воздушной армией (Туркестанский военный округ). В 1969—1970 годах — командующий ВВС Туркестанского военного округа (Ташкент).
С лета 1970 года — начальник ГК НИИ ВВС в городе Ахтубинске. Предложил и провёл реорганизацию института. В 1973 году при его активном участии была создана школа летчиков-испытателей ГК НИИ ВВС, позднее — Центр подготовки лётчиков-испытателей и лётных испытаний. Лётчик-испытатель 1-го класса (1961). Кандидат военных наук.
С апреля 1978 года — заместитель начальника Главного штаба ВВС по лётной службе. С апреля 1987 — в отставке. За период военной службы освоил 60 типов самолётов.
Член КПСС в 1942—1991 годах.
С 2013 года работал главным инспектором в районном военкомате Москвы, стоял у истоков создания районного юнармейского отряда. Жил в посёлке Валентиновка Московской области. Занимался общественной работой, состоял в Совете ветеранов Карельского фронта.
Скончался 7 марта 2023 года на 105-м году жизни. Похоронен на Федеральном военном мемориале «Пантеон защитников Отечества».

## Награды
- Орден Октябрьской Революции
- Три ордена Красного Знамени (1.05.1942; 5.11.1944, …)
- Ордена Отечественной войны I (14.01.1943) и II (11.03.1985) степеней
- Два ордена Трудового Красного Знамени
- Два ордена Красной Звезды (21.05.1940, …)
- Медаль «За оборону Советского Заполярья» (вручена 31.03.1945)
- Заслуженный военный лётчик СССР (1973)
- Медали СССР и РФ
- Премия Правительства Российской Федерации за значительный вклад в развитие Военно-воздушных сил (17 декабря 2012) — за высокие достижения в исследованиях, имеющих для Военно-воздушных сил важное теоретическое и практическое значение и используемых при организации и проведении оперативной и боевой подготовки в Военно-воздушных силах[10]
- Почётная грамота Президента Российской Федерации (2019) — за многолетний добросовестный труд, высокие достижения в общественной деятельности, большую работу по патриотическому воспитанию молодёжи[7]
- Медаль «Памяти героев Отечества» Минобороны Росси (2019)

Иностранные награды
- Орден «9 сентября 1944 года» I степени с мечами (НРБ)
- Медаль «За укрепление братства по оружию» (НРБ, 6.05.1980)
- Медаль «Братство по оружию» в золоте (ГДР, 1.03.1983)
- Медаль «За боевое содружество» I степени (ВНР, 20.06.1980)
- Медаль «Братство по оружию» (ПНР, 12.10.1979)
- Медаль «За укрепление дружбы по оружию» I степени (ЧССР, 30.05.1980)
- Медаль «60 лет Вооружённым силам МНР» (МНР, 29.12.1981)

## Отзывы
Он умный, простой в обращении, общительный и дружелюбный человек, хотя и с хитрецой, что называется себе на уме. Мне импонировало и то, что он почти совершенно не пил. Он частенько говорил: «Почему у нас нельзя просто зайти в гости, выпить чаю и поговорить? Почему нужно обязательно ставить бутылку на стол?» … Гайдаенко, в отличие от Финогенова, интересовался техникой, старался вникнуть в суть проводимых работ, хотя инженерного образования не имел. В целом мне с ним работать было лучше, так как он не был формалистом, … разбирался в технике, понимал лётное дело и сам летал. … Иван Дмитриевич всегда был активен и полон идей.— Микоян С.А. Мы — дети войны. Воспоминания военного летчика-испытателя. — М.: Яуза, Эксмо, 2006. — 576 с. — (Война и мы. Солдатские дневники). Тираж 4000 экз. ISBN 5–699–18874–6
 .